# Ermita de Nuestra Señora de Gracia (Fuente Obejuna)
La ermita de Nuestra Señora de Gracia es un edificio religioso del municipio de Fuente Obejuna, en la provincia de Córdoba (España).
Se encuentra a las afueras de la población y al norte de la misma.

## Historia
Es uno de los monumentos más antiguos de Fuente Obejuna, pero es extremadamente difícil precisar la fecha de construcción de este edificio, si bien es posible que fuera construido a principios del siglo XVI o bien en época bajomedieval. Ramírez de Arellano, en el siglo XIX, la llamó ermita de San Sebastián, y afirmó que en ella se reunieron los concejos de la ciudad de Córdoba y de Fuente Obejuna en 1476, y también que en el acta de esa reunión se mencionaba que era iglesia y monasterio, aunque esto último parece «no ser cierto» en opinión de los autores del Catálogo artístico y monumental de la provincia de Córdoba.
Según la tradición, la imagen de la Virgen de Gracia se le apareció a un soldado en una fuente conocida como Fuente Santa, que está cerca de la ermita, y se consideraba que el agua de dicha fuente, que es de una gran calidad, tenía propiedades milagrosas y/o curativas, por lo que tanto la fuente como la ermita se convirtieron en lugar de peregrinación. La Virgen de Gracia, además, siempre estuvo rodeada de una devoción de «carácter militar», y es probable que los soldados del municipio que sirvieron en los célebres Tercios de Flandes donaran ofrendas a la Virgen en señal de gratitud tras su retorno de las guerras o para implorar su protección en los campos de batalla. El historiador Caballero Villamediana afirmó, según Rivera Mateos, que era tradición en el siglo XVIII colgar en la ermita mortajas, figurillas y miembros humanos como manos o piernas como «testimonio» de los prodigios y milagros realizados por la Virgen. Y a finales del siglo XVIII, entre los «trofeos u ofrendas» que había en la ermita figuraban un caimán y dos costillas de ballena que desaparecieron a principios del siglo XIX durante la Guerra de la Independencia Española.
Durante las guerras de Cuba y de Marruecos volvió a recuperarse la devoción popular por la Virgen de Gracia y el manto de la Virgen aún conserva algunas de las medallas que los soldados de aquella época ofrecieron a la Virgen en señal de gratitud.

## Descripción

### Interior
Es un típico ejemplar de iglesia serrana con arcos perpiaños de las que hay abundantes ejemplares en toda la provincia de Córdoba. Consta de una sola nave, dividida en cinco tramos y con el ábside cuadrado, y los arcos están contrarrestados desde el interior, por lo que carece de contrafuertes en el exterior.
Los arcos son de ladrillo y ligeramente apuntados, y la techumbre, que en su origen sería de madera, es a dos aguas. Además, la capilla mayor está cubierta por una bóveda de crucería simple con nervios de ladrillo, y también son de este material los arcos apuntados que rematan los tres muros del ábside. La anchura de la nave es de unos ocho metros, aproximadamente, y la distancia entre arco y arco de unos tres metros.
La imagen de la Virgen de Gracia, que mide unos 97 centímetros de altura, es de vestir, y su cabeza y manos son de madera tallada y policromada. Sin embargo resulta difícil establecer su cronología, pero hay ciertos documentos que mencionan una imagen con esta advocación en el año 1611, y Rivera Mateos, por su parte, añadió que posiblemente fuera tallada a finales del siglo XV o principios del siglo XVI.
En el interior se conserva un crucifijo de madera tallada y policromada de hacia 1600 que mide unos 130 centímetros de altura y que es de «estilo popular», aunque Rivera Mateos añadió que seguramente fue realizado a finales del siglo XVI.

## Exterior

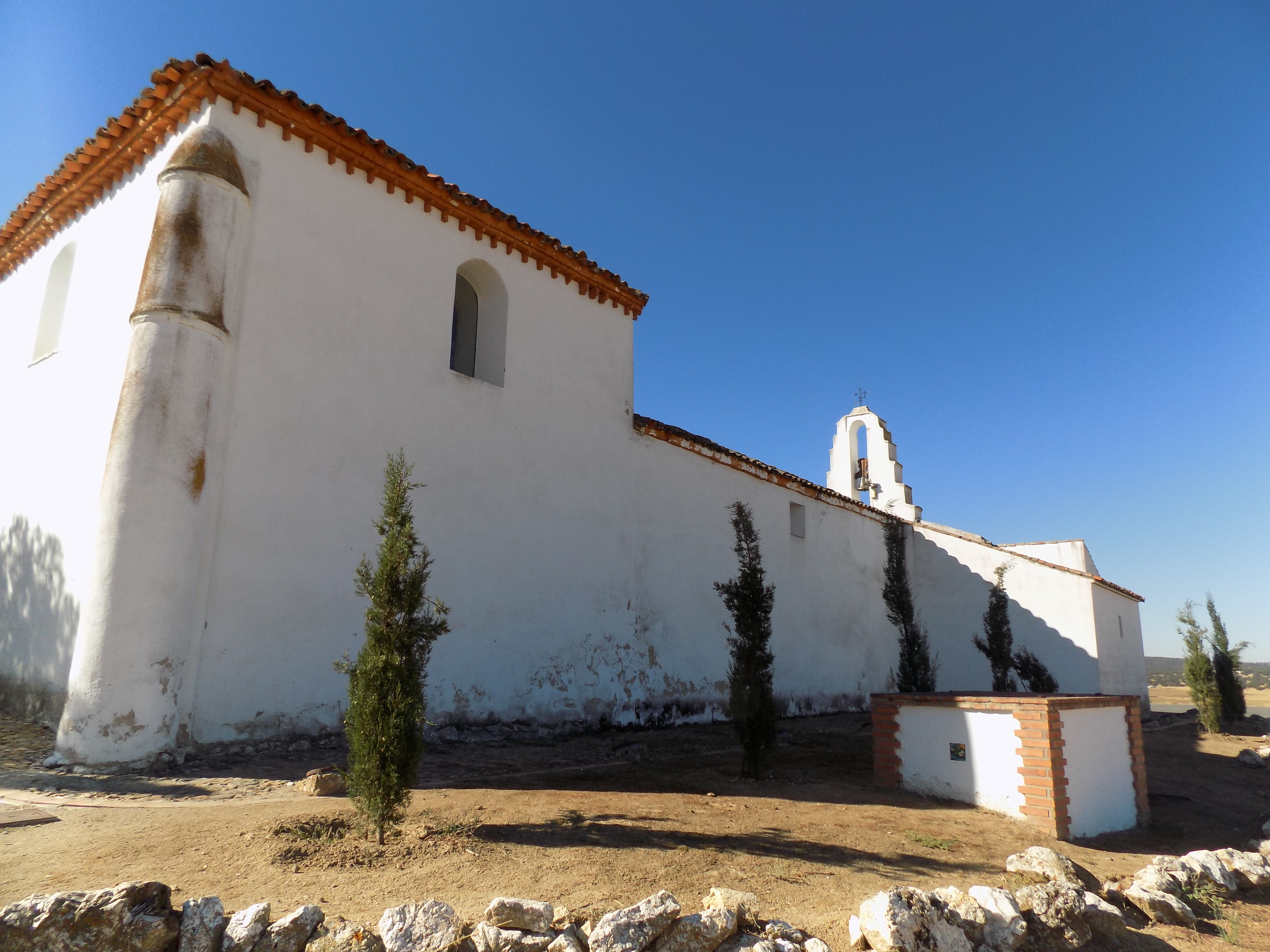
Exterior de la Ermita de Ntra. Sra. de Gracia.

La puerta principal consiste en un arco de ladrillo y ante ella hay un pórtico, que luego avanza por el lado de la Epístola, con un poyo a modo de asiento, que es un elemento propio de las iglesias rurales de peregrinación.
En el siglo XIX Ramírez de Arellano únicamente mencionó el pórtico situado ante la puerta principal y afirmó que constaba de tres arcos que descansaban sobre dos columnas reaprovechadas, y de las cuales un fuste es romano y un capitel visigodo. Sin embargo, en la actualidad el pórtico está compuesto por cinco arcos de ladrillo, de medio punto, peraltados y con arrabá, que descansan sobre capiteles y columnas que también son de ladrillo. Y de este mismo material son los arcos del pórtico lateral, que descansan sobre unos pilares con semicolumnas.
La espadaña descansa sobre el muro de los pies del templo, y en palabras de los autores del Catálogo artístico y monumental de la provincia de Córdoba «se estira desmesuradamente hacia arriba», originando un alargado vano, en cuya parte alta cuelga el campanillo. Y los laterales de la espadaña están escalonados.